# Dipartimento di Valle Viejo
Valle Viejo è un dipartimento argentino, situato nella parte centrale della provincia di Catamarca, con capoluogo San Isidro.

## Geografia fisica
Esso confina con i dipartimenti di Paclín, El Alto, Ancasti, Capital e Fray Mamerto Esquiú.

## Società

### Evoluzione demografica
Secondo il censimento del 2001, su un territorio di 540 km², la popolazione ammontava a 23.707 abitanti, con un aumento demografico del 37,43% rispetto al censimento del 1991.

## Amministrazione
Nel 2001 il dipartimento è composto dal solo comune di Valle Viejo, che ha sede nella città di San Isidro.